# Wanderlust (serie televisiva)
Wanderlust è una serie televisiva britannica diretta da Luke Snellin e Lucy Tcherniak. La serie è una co-produzione tra la BBC e Netflix. È stata trasmessa dal 4 settembre al 19 ottobre 2018 su BBC One.
A livello globale, la serie è stata interamente pubblicata il 19 ottobre 2018 su Netflix.

## Trama
Una terapeuta cerca di salvare il suo matrimonio dopo un incidente in bicicletta che la induce a rivedere la relazione con suo marito.

## Episodi
| Stagione       | Episodi | Prima TV UK | Pubblicazione Italia |
| -------------- | ------- | ----------- | -------------------- |
| Prima stagione | 6       | 2018        | 2018                 |